# Tamta Godoeadze
Tamta Godoeadze (Georgisch: თამთა გოდუაძე) (Tbilisi, 10 januari 1981), ook wel bekend als Tamta, is een Georgische zangeres.

## Biografie
Godoeadze werd in 1981 geboren in de Georgische hoofdstad Tbilisi. Op vijfjarige leeftijd begon ze te zingen. Toen ze 22 was verhuisde ze met haar familie naar Griekenland, waar ze in 2004 een muziekcarrière begon uit te bouwen. Ze nam deel aan de Griekse versie van Idool, waarin ze uiteindelijk als tweede zou eindigen. In 2007 nam ze deel aan de Griekse voorronde voor het Eurovisiesongfestival 2007. Ze eindigde als derde.
Godoeadze werkte gestaag verder aan haar muzikale carrière en bracht verschillende albums uit. Ze treedt ook regelmatig aan als jurylid in talentenjachten. In december 2018 werd ze door de Cypriotische openbare omroep aangesteld om Cyprus te vertegenwoordigen op het Eurovisiesongfestival 2019 met het nummer Replay (Tamta). Eerder was Tamta gevraagd om Cyprus in 2018 te vertegenwoordigen met het nummer "Fuego", echter heeft ze dit afgewezen vanwege planningsproblemen. De Griekse zangeres Eleni Foureira vertegenwoordigde uiteindelijk het land en eindigde op de tweede plaats, het beste resultaat van Cyprus ooit. Beide nummers zijn geschreven door de Grieks-Zweedse songwriter Alex P. De muziek video werd gereleased op 5 maart 2019.
Ze vertegenwoordigde Cyprus op het Eurovisiesongfestival 2019 met haar nummer "Replay" en eindigde op de dertiende plaats.